# 咸阳师范学院
咸阳师范学院，简称咸阳师院，是中华人民共和国的一所全日制本科公办省属普通高等学校，位于陕西省咸阳市。
1978年5月，陕西师范大学咸阳专修科成立。1978年12月，在陕西师范大学咸阳专修科的基础上成立咸阳师范专科学校。2001年5月，咸阳师范专科学校和陕西省咸阳教育学院合并为咸阳师范学院。2004年10月，陕西广播电视大学咸阳市分校并入。2016年7月，陕西省机电工程学校并入。